# Goslar
Goslar (in basso tedesco Goslär) è una storica città della Bassa Sassonia, Germania. È il capoluogo del circondario omonimo ed è ubicata sui pendii nordoccidentali delle colline di Harz.
Il centro storico della città e le sue miniere sono state dichiarate Patrimonio dell'Umanità dall'UNESCO. Essa è famosa, tra l'altro, per aver dato i natali all'imperatore Enrico IV. Goslar si fregia del titolo di "grande città indipendente" (große selbständige Stadt).

## Geografia
La città si trova in prossimità della catena montuosa dell'Harz ed è attraversata dal fiume Gose. Le città più vicine sono: Bad Harzburg (10 km a est) e Wernigerode (27 km a est). A sud si trova Osterode, a quasi 30 km di distanza. A nord, a quasi 16 km di distanza, si trova la città di Salzgitter, mentre a ovest, a 10 km, si trova la città di Langelsheim.

## Storia
La zona dove sorge Goslar era già nota nel periodo romano per i suoi giacimenti di minerale grezzo.
Grazie ad alcuni ritrovamenti archeologici effettuati in Inghilterra, in alcune tombe di guerrieri anglosassoni, furono trovate deposizioni di spade e pugnali prodotti con il metallo proveniente da Goslar.
La prima menzione di Goslar risale al 979, da un documento reale relativo ad Ottone II.
Ma è con il sovrano Enrico II che Goslar raggiunse un'importanza rilevante all'interno del Sacro Romano Impero, diventando sede imperiale: qui infatti venne indetto un sinodo imperiale nel 1009. Di seguito venne edificato un palazzo imperiale, il cosiddetto Pfalz, imponendosi come nuovo centro di potere sul vicino castello di Werla, già residenza imperiale nell'Alto Medioevo.
Sotto l'imperatore Enrico III la città raggiunse un rilievo sovranazionale perché, essendo sede imperiale, nel 1025 ospitò diversi ambasciatori e sovrani europei, come Pietro d'Ungheria e papa Vittore II.
Il palazzo di Goslar venne amato e valorizzato dagli imperatori successivi, come Federico I, che ne fecero una delle sue residenze preferite.
Nel Rinascimento Goslar divenne una città libera all'interno dell'impero grazie anche alla ricchezza economica, derivante dalle vicine miniere di Rammelsberg. Proprio queste miniere furono spesso la causa di conflitti con il vicino ducato di Brunswick-Lüneburg che nel corso dei secoli cercò di imporsi più di una volta sul controllo delle miniere.
Nonostante i diversi tentativi dei duchi guelfi di Braunschweig di appropriarsi di Rammelsberg e quindi della città stessa, Goslar mantenne sempre la sua indipendenza fino al 1802 quando passò sotto il regno di Prussia e nel 1807 al regno di Hannover. 
Durante il regime nazista divenne un luogo di propaganda molto importante, proprio per la sua antica storia.
Dopo la seconda guerra mondiale, nel 1946 Goslar entrò a far parte dei territori di occupazione inglese e visse comunque un periodo di notevole sviluppo, trovandosi quasi al confine con la zona di occupazione sovietica.
Nel 1992, dopo la riunificazione della Germania, Goslar poté entrare nella lista dei siti facenti parte del patrimonio mondiale dell'UNESCO.
Il 1º gennaio 2014 venne aggregata a Goslar la città di Vienenburg.

## Cultura
La città di Goslar, con il suo centro storico, e le miniere di Rammelsberg sono state dichiarate patrimonio dell'umanità dall'UNESCO.
Goslar vanta due specialità culinarie: il formaggio Harzer e la birra Gose.

### Monumenti e luoghi d'interesse
- Palazzo imperiale (Kaiserpfalz)
- Marktplatz con il municipio in stile gotico e la chiesa evangelica dei SS. Cosma e Damiano
- Il Duomo, chiesa dei Santi Simone e Giuda, datata 1047
- Kaiserworth (edificio datato 1494, oggi convertito in albergo)
- Brusttuch (edificio datato 1521)
- St. Annenhaus (anno 1488)
- Siemenshaus (casa dell'omonima famiglia di industriali, anno 1693)
- Chiesa evangelica dei Santi Pietro e Paolo (Frankenberg)
- Chiesa evangelica di Santo Stefano (stile barocco)
- Chiesa evangelica di Santo Maria, (stile romanico)
- Chiesa cattolica di San Giacomo (secolo XII; secolo XVI)
- Casa natale di Maurizio di Sassonia
- Collegiata di San Giorgio di Grauhof (1701-1741), costruito dall'architetto Francesco Mitta

### Musei
- Goslarer Museum
- Miniere Rammelsberg e il relativo museo
- Museo della tarda età medioevale (Torri e castello di Zwinger)
- Mönchehaus, museo di arte moderna
- Museo degli strumenti musicali e delle bambole
- Heimatstube Hahnenklee

### Evoluzione demografica

Popolazione di Goslar

## Galleria d'immagini

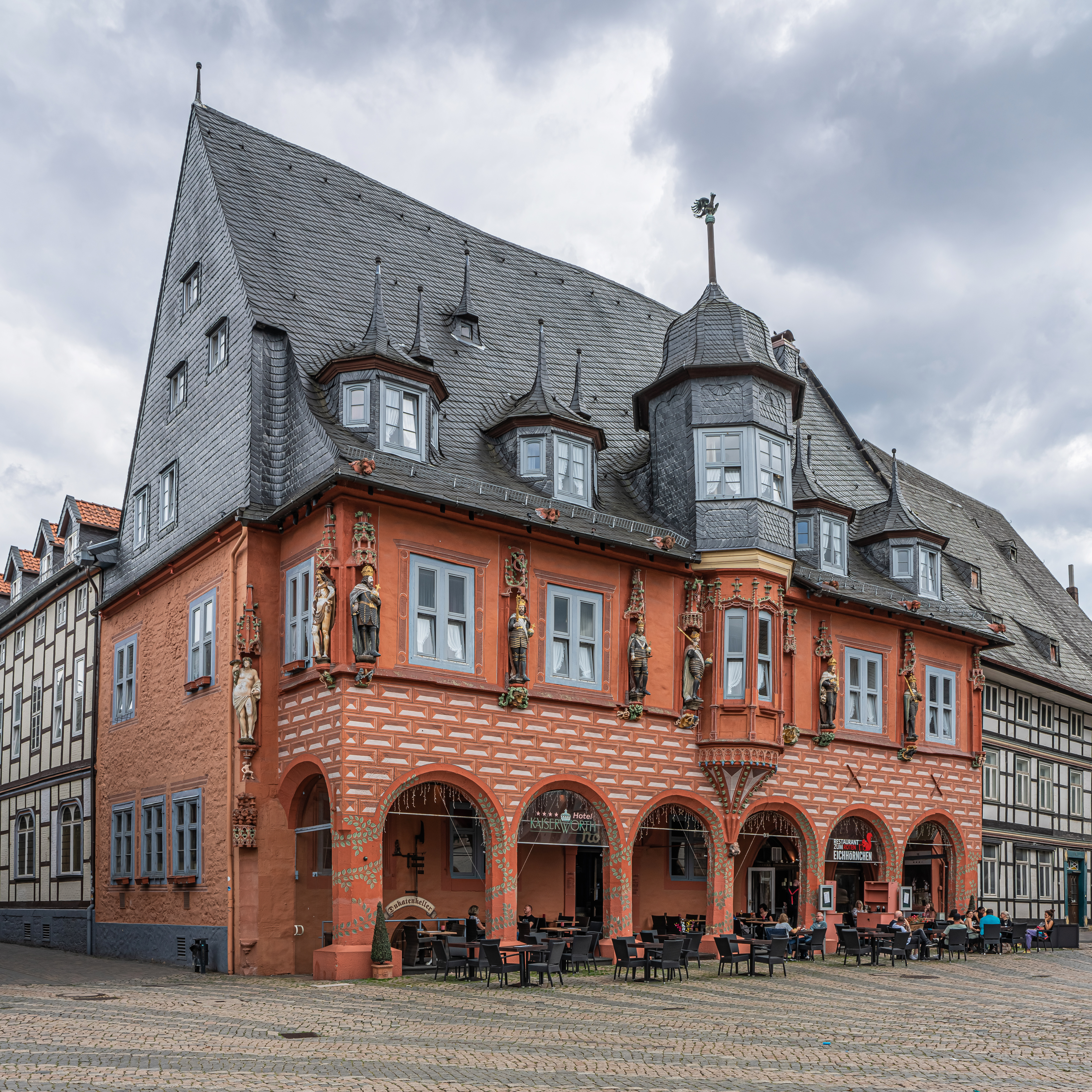
Kaiserworth
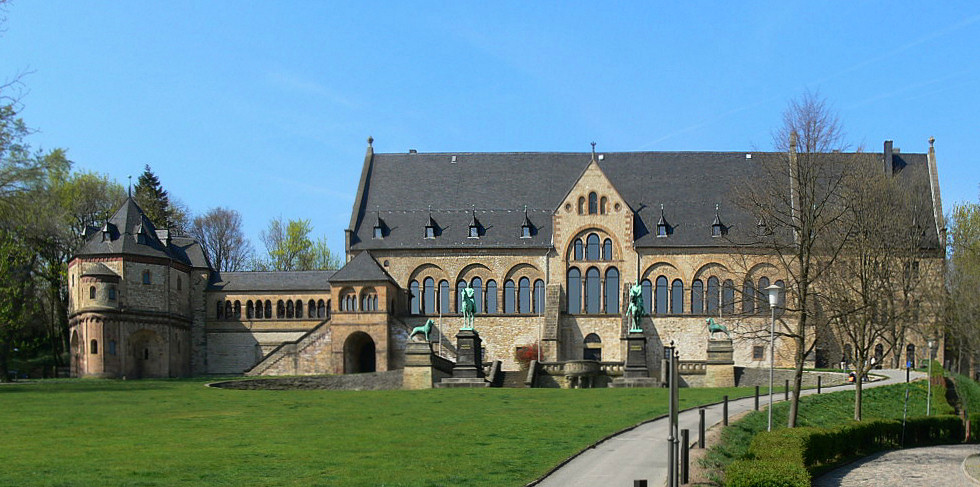
Palazzo Imperiale
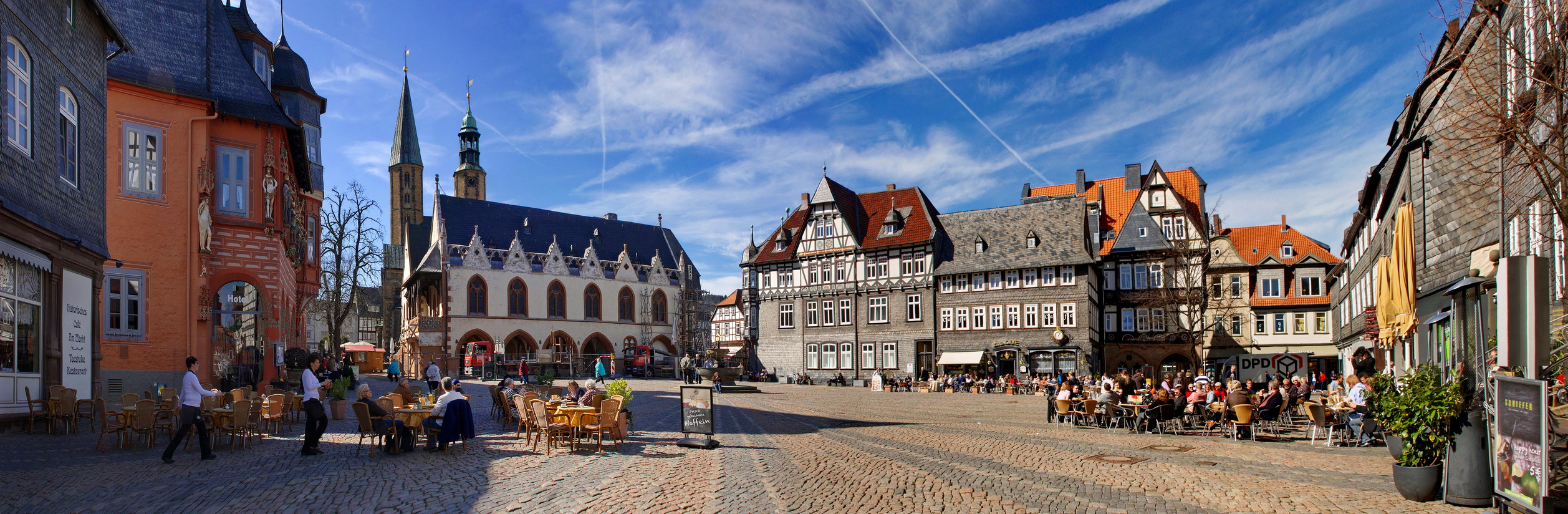
Markplatz
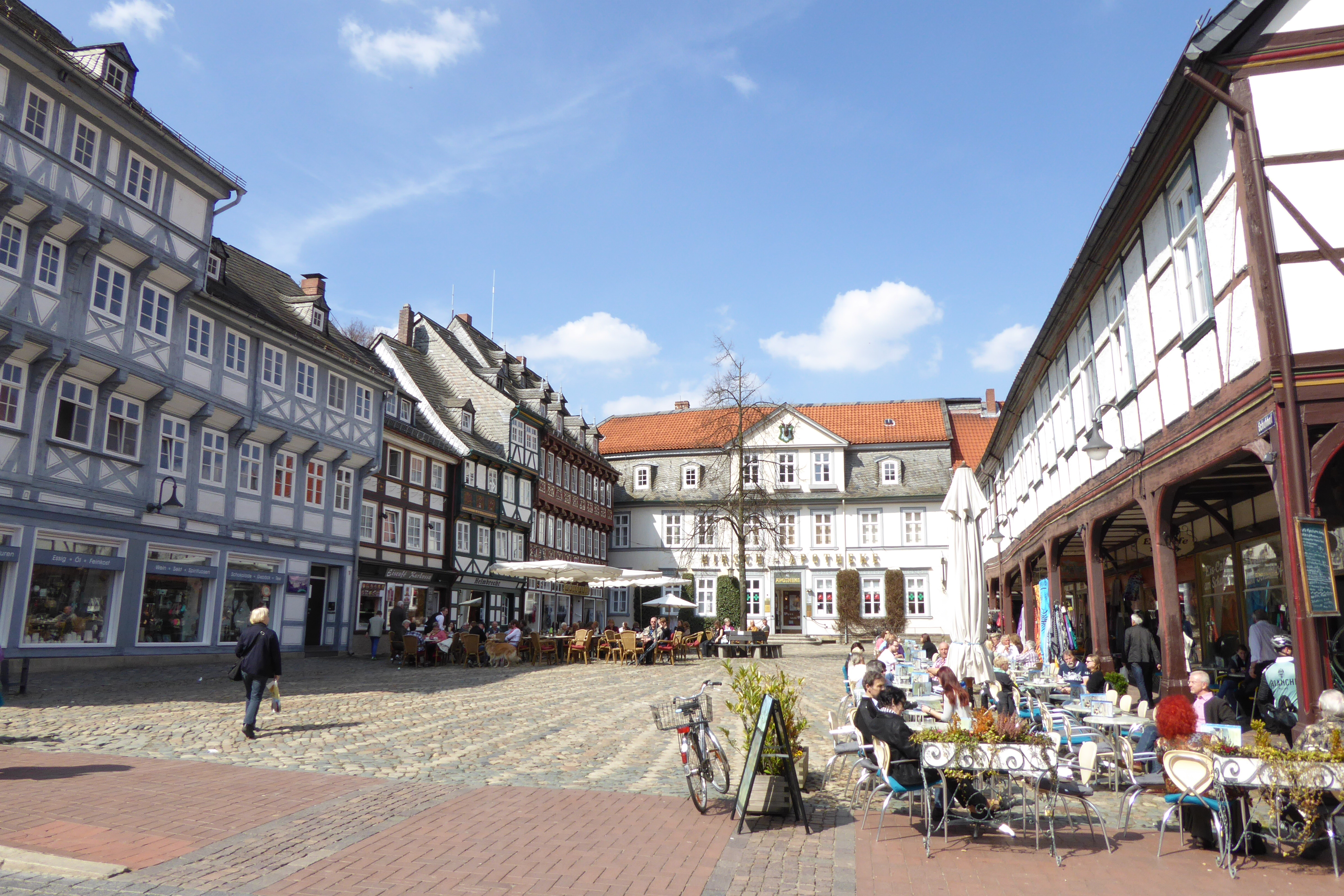
Farmacia Hirsch a Schuhhof
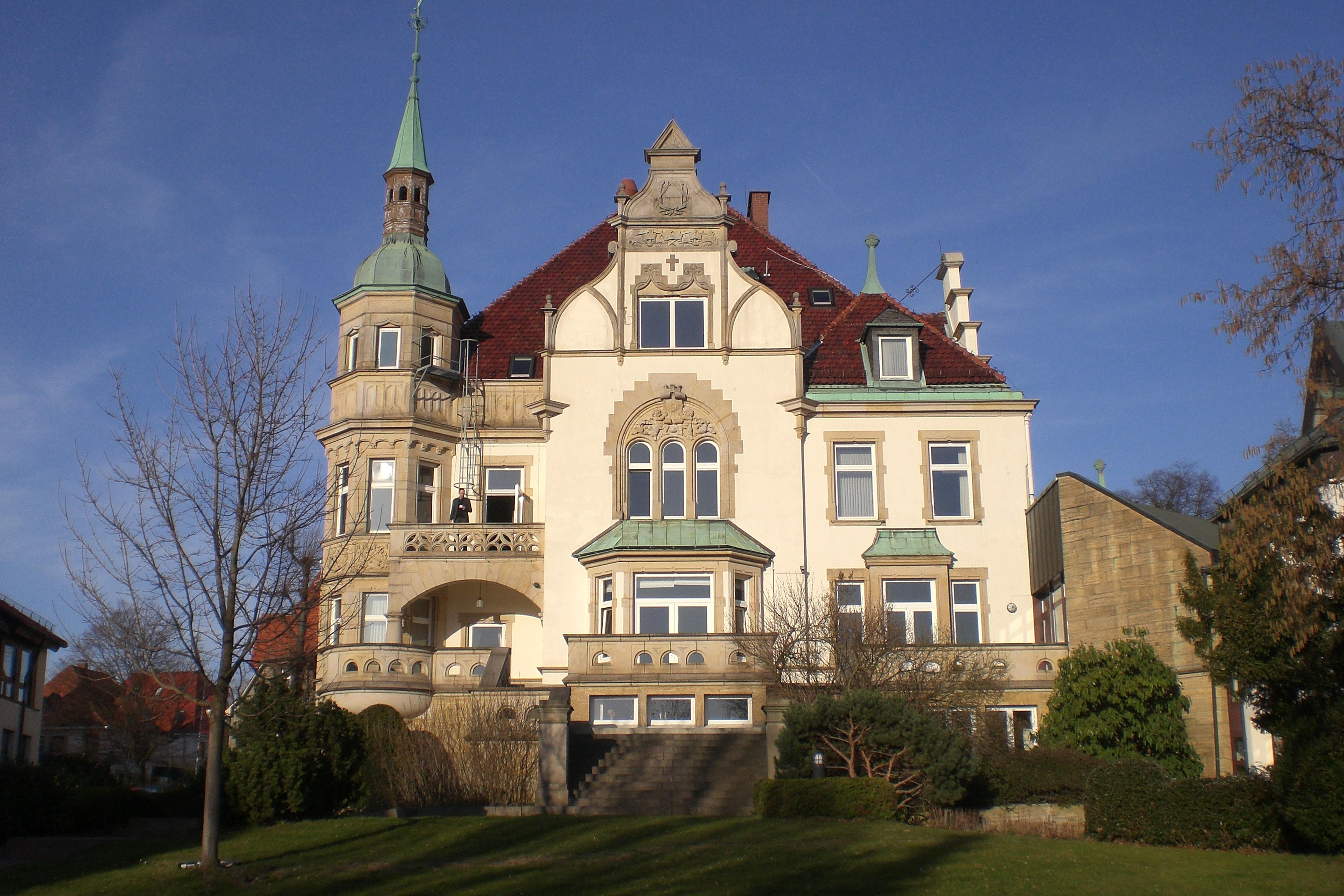
Academia Jakobus Haus
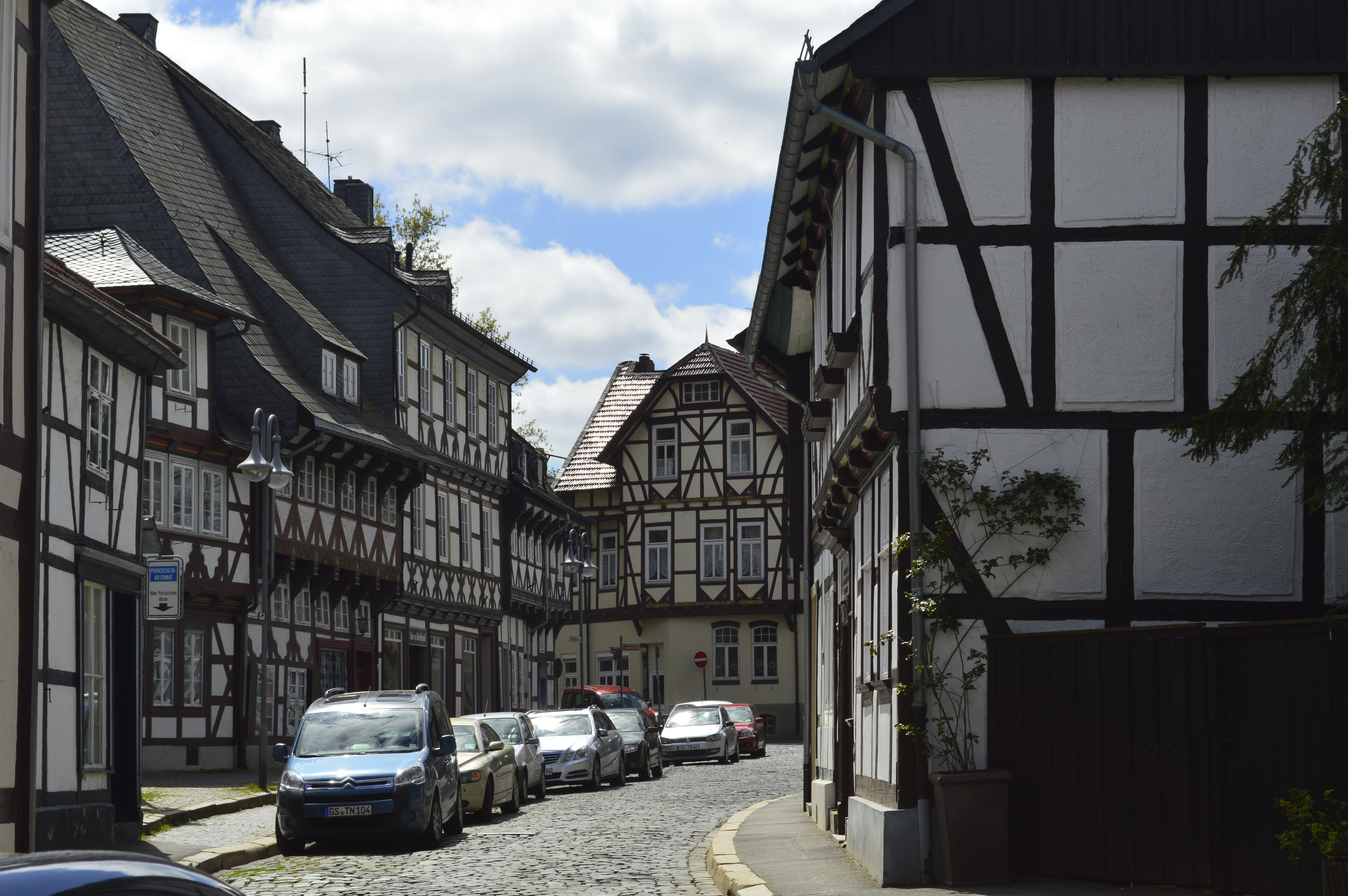
via cittadina
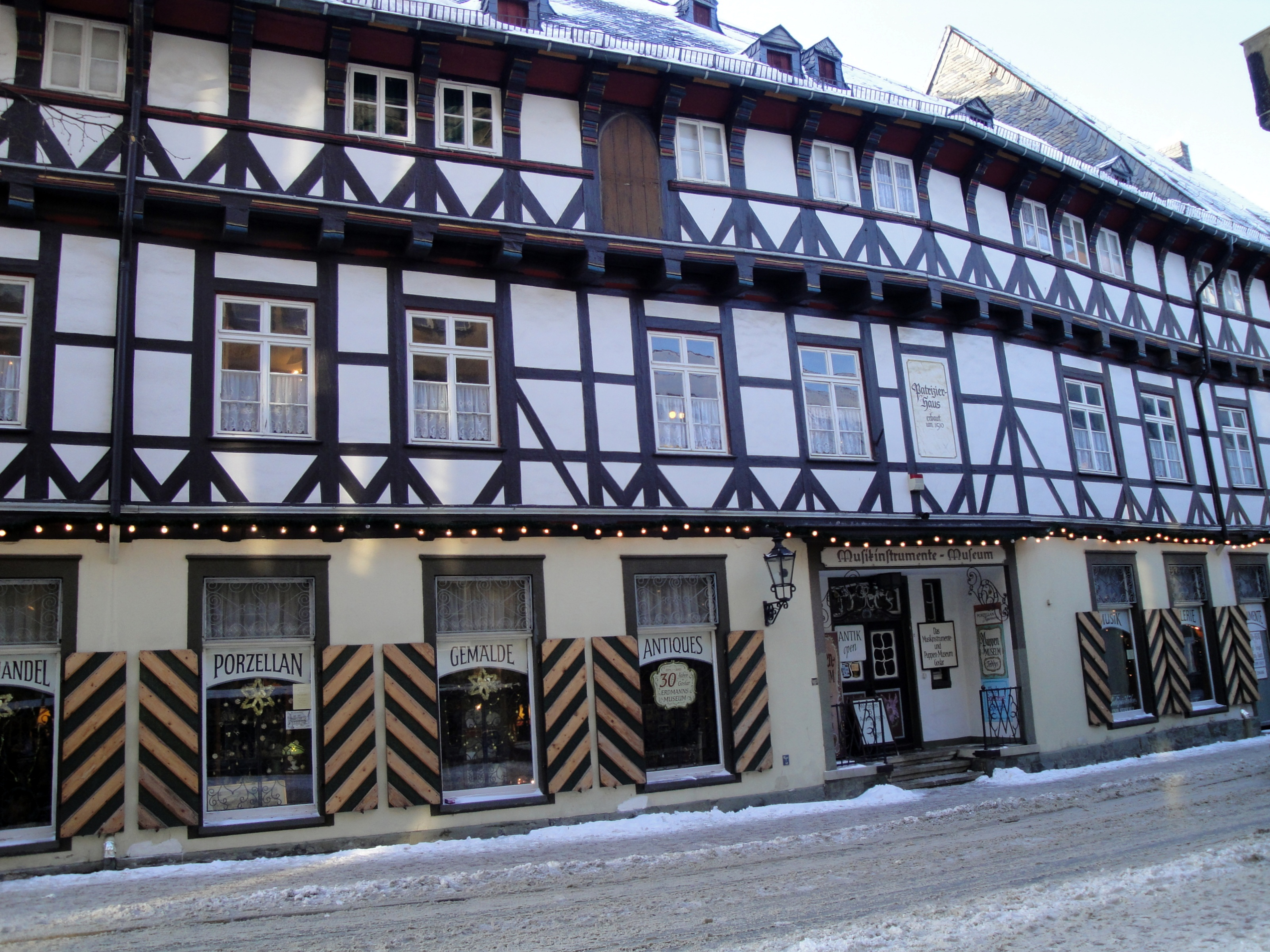
Museo degli strumenti musicali
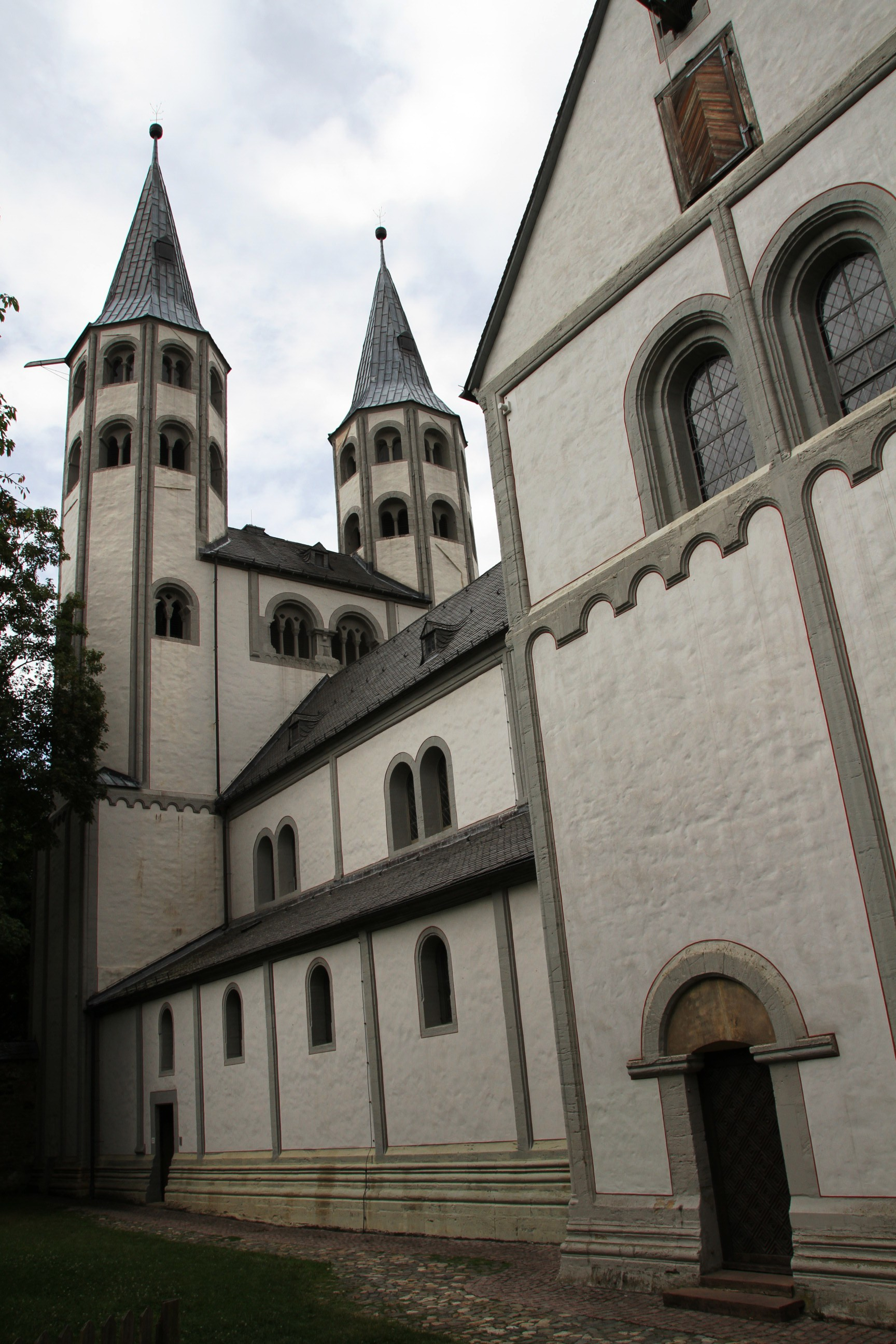
Chiesa di Neuwerk
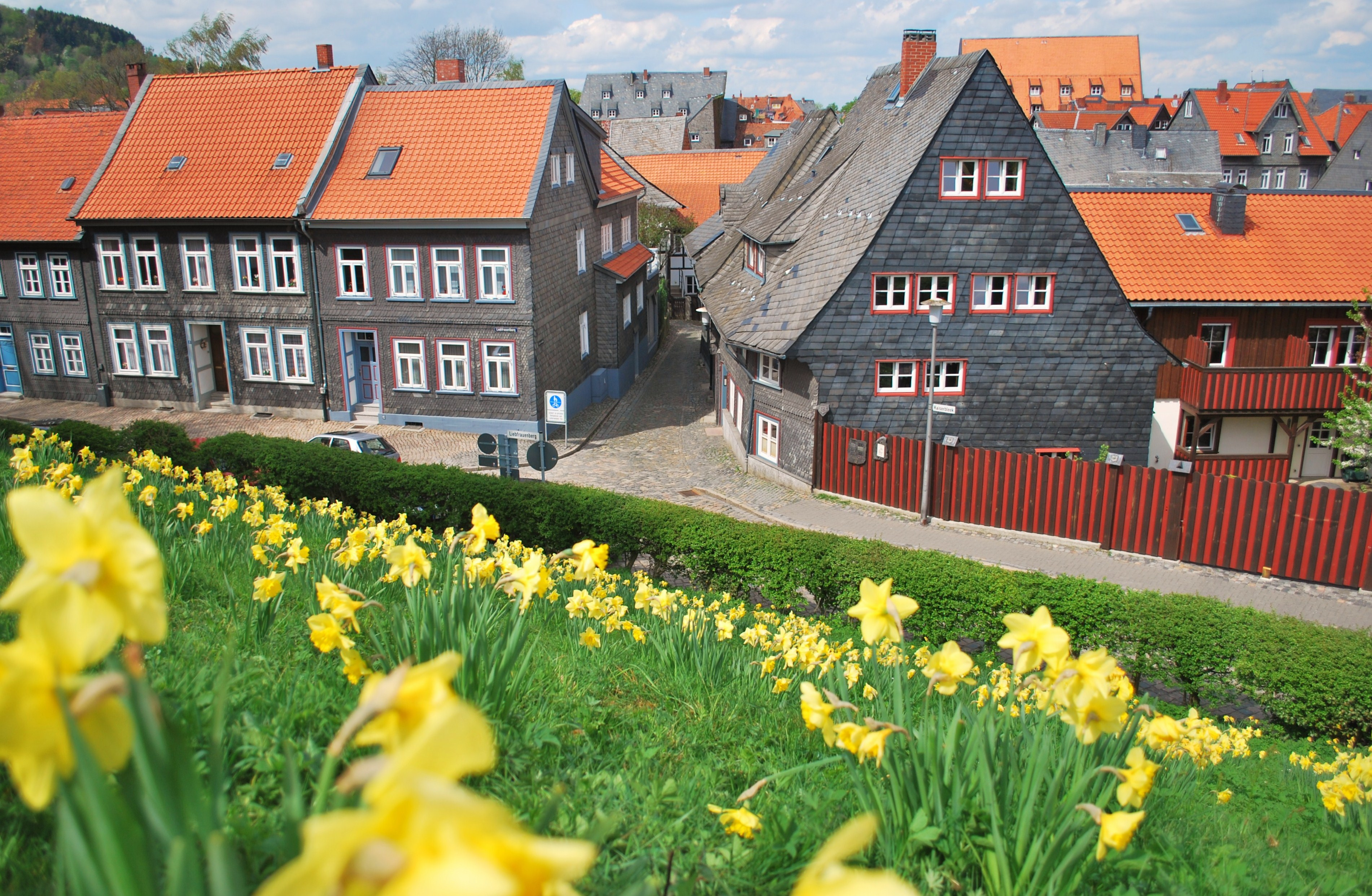
Panorama
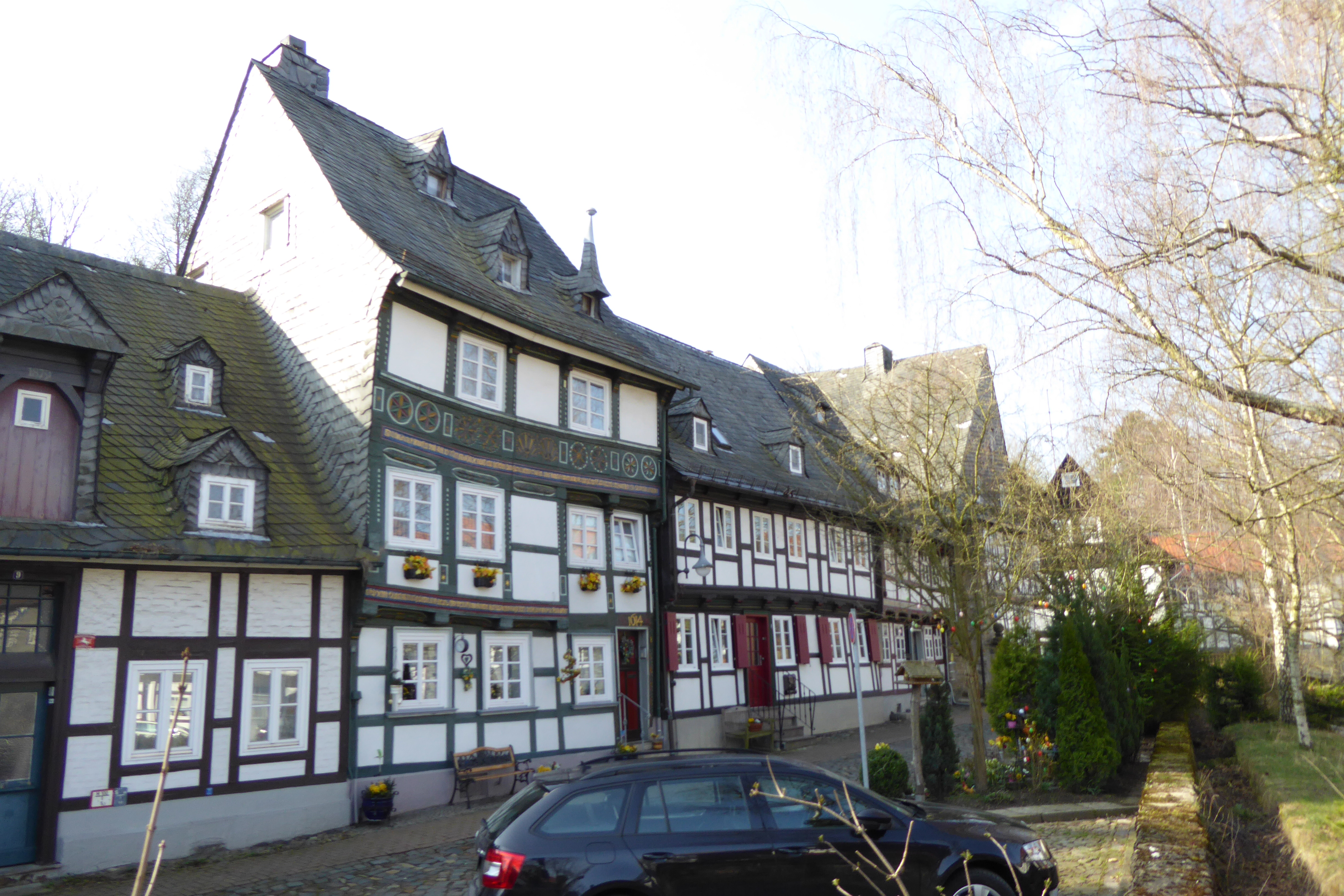
Case a graticcio
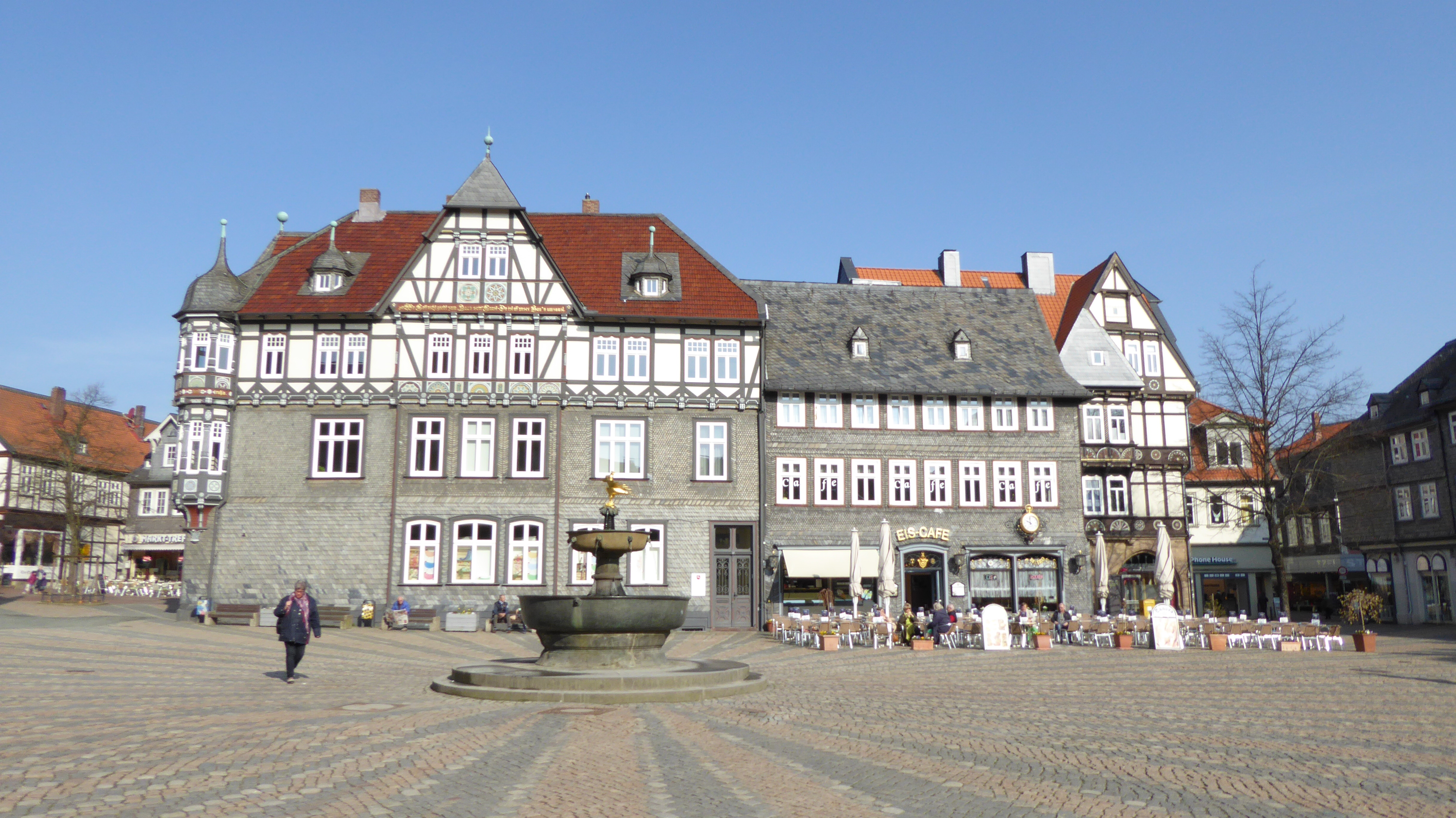
La piazza del mercato
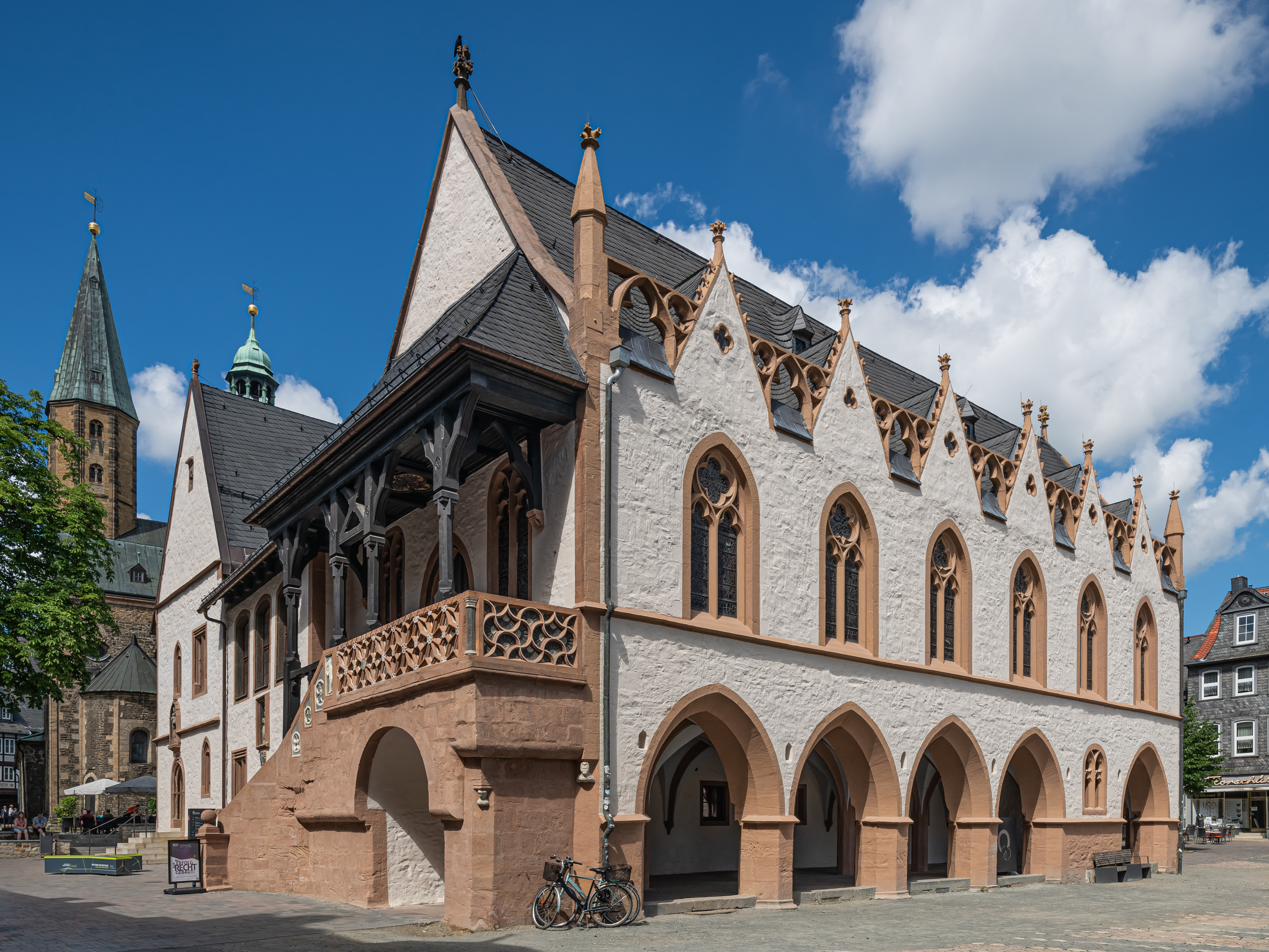
Il municipio